# Курганный (Челябинская область)
Курга́нный — посёлок в Нагайбакском районе Челябинской области России. Входит в состав Фершампенуазского сельского поселения.

## История
Населённый пункт образован в 1963 году как посёлок 3-го отделения совхоза «Гумбейский».

## Население
| 2002 | 2010 |
| ---- | ---- |
| 386  | ↘302 |

## Улицы
| - пер. Животноводческий, - ул. Лесная, - ул. Молодёжная, - ул. Победы, | - ул. Северная, - ул. Советская, - ул. Труда, - ул. Уральская. |